# Världens åttonde underverk
Världens åttonde underverk är en informell titel som ibland åsätts nya byggnader, strukturer, projekt eller till och med naturformationer, som av någon anses vara likvärdigt med de klassiska världens sju underverk. Det finns ingen konsensus kring vad som skulle vara ett sådant åttonde underverk och titeln har mer eller mindre allvarligt givits till mängder av saker under århundradenas lopp. Den här listan redovisar några företeelser, där det kan källbeläggas att de har kallats världens åttonde underverk på ett någorlunda offentligt sätt.

## Saker som har kallats världens åttonde underverk

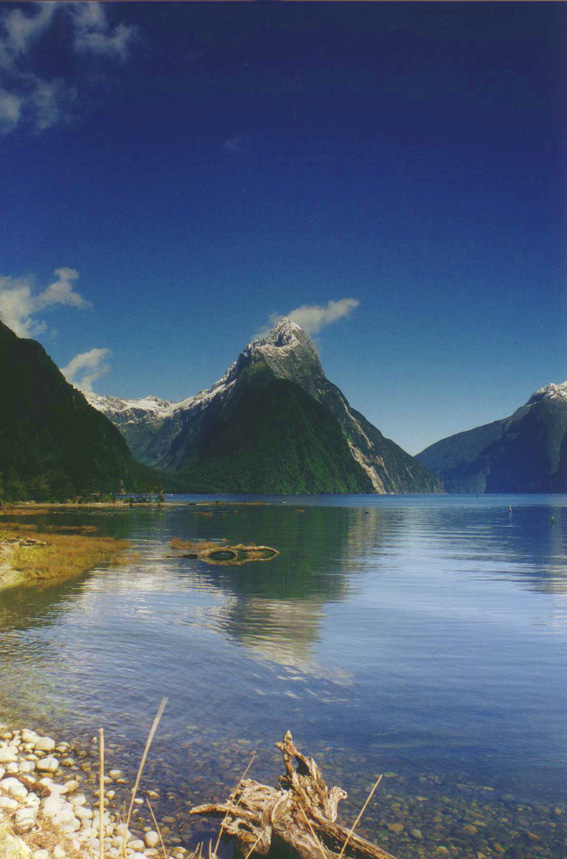
Mitre Peak, i Milford Sound, Nya Zeeland

### Naturformationer
- Burney Falls i Kalifornien, USA; kallades så av presidenten Theodore Roosevelt[1]
- Deadvlei Clay Pan i Namibia[2]
- Gros Morne nationalpark i Newfoundland, Kanada[3]
- Milford Sound i Nya Zeeland; kallades så av författaren Rudyard Kipling[4]
- Natural Bridge (Virginia), USA, titulerades så av William Jennings Bryan[5]
- Niagarafallen, mellan provinsen Ontario i Kanada och staten New York i USA.[6]
- Pink and White Terraces i Nya Zeeland, innan de felaktigt antogs ha förstörts av vulkanutbrottet hos Mount Tarawera 1886.[7] Deras position återfanns 2017 när man använde en utredning från 1959.[8][9]
- Torres del Paine nationalpark, Chile.[10][11]
- Den stora migrationen av gnuer i Maasai Mara Game Reserve, Kenya och Serengeti nationalpark, Tanzania[12]

### Konstruktioner före 1900-talet

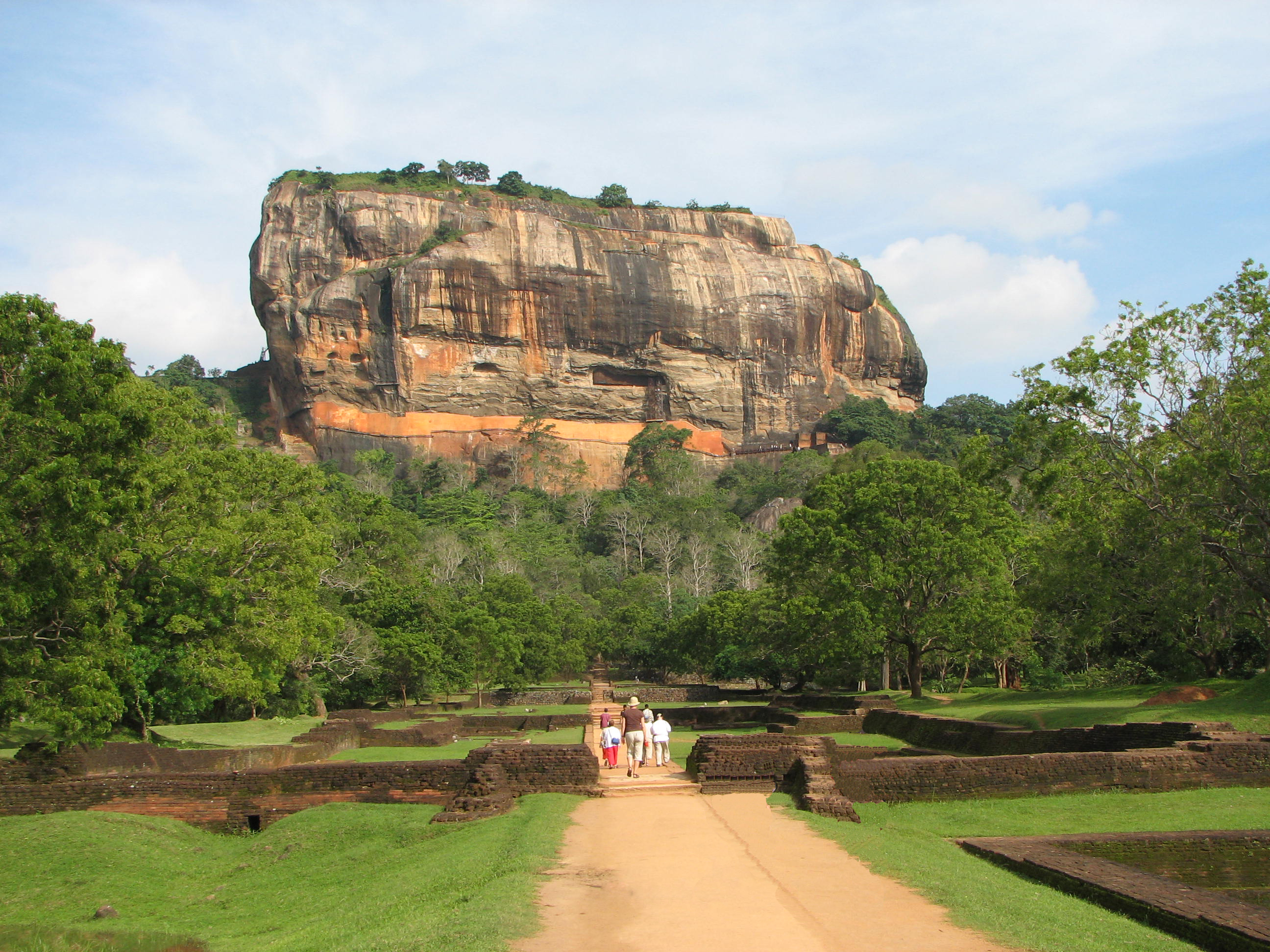
Sigiriya i Matale District i Sri Lanka.

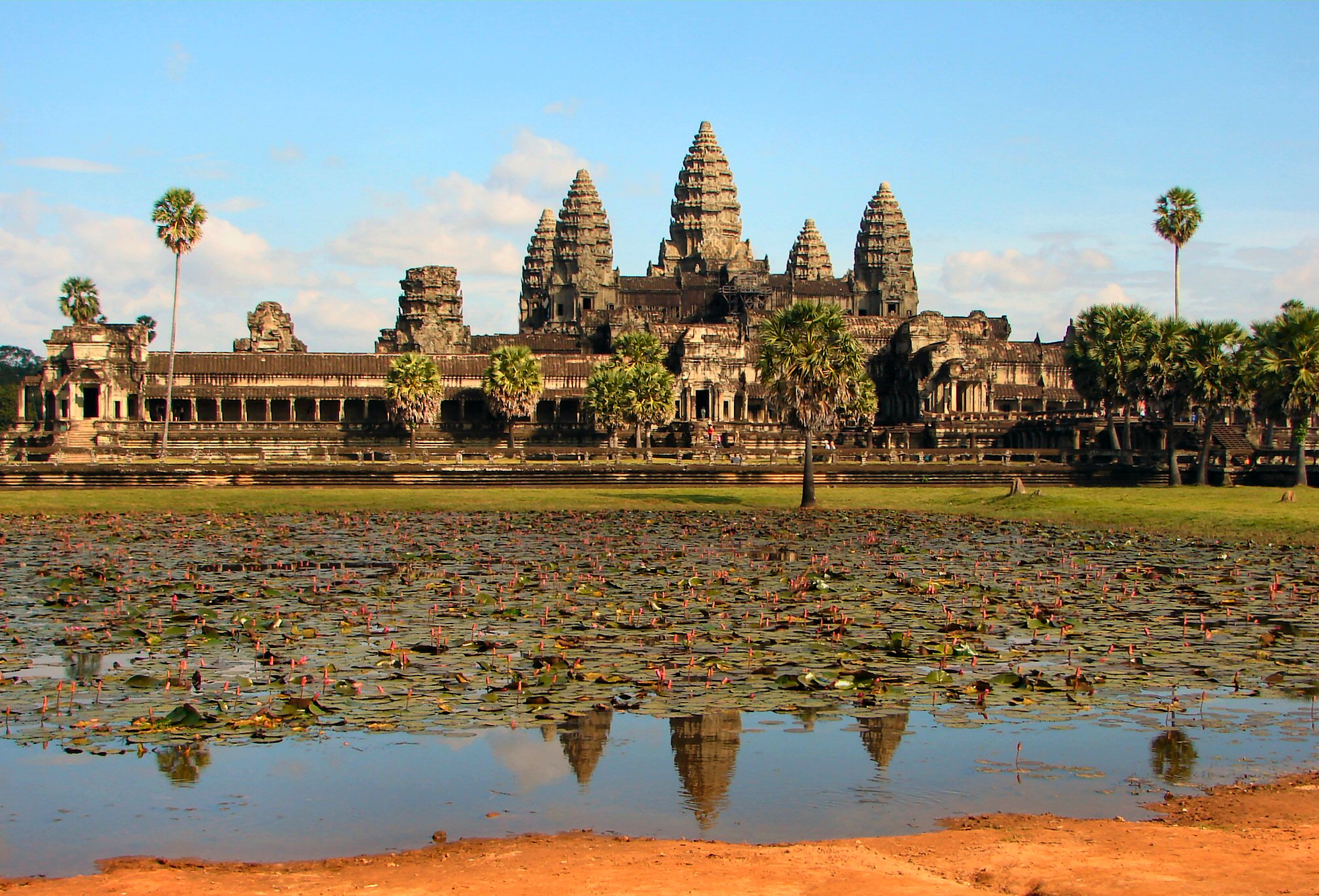
Angkor Vat i Angkor i Kambodja.

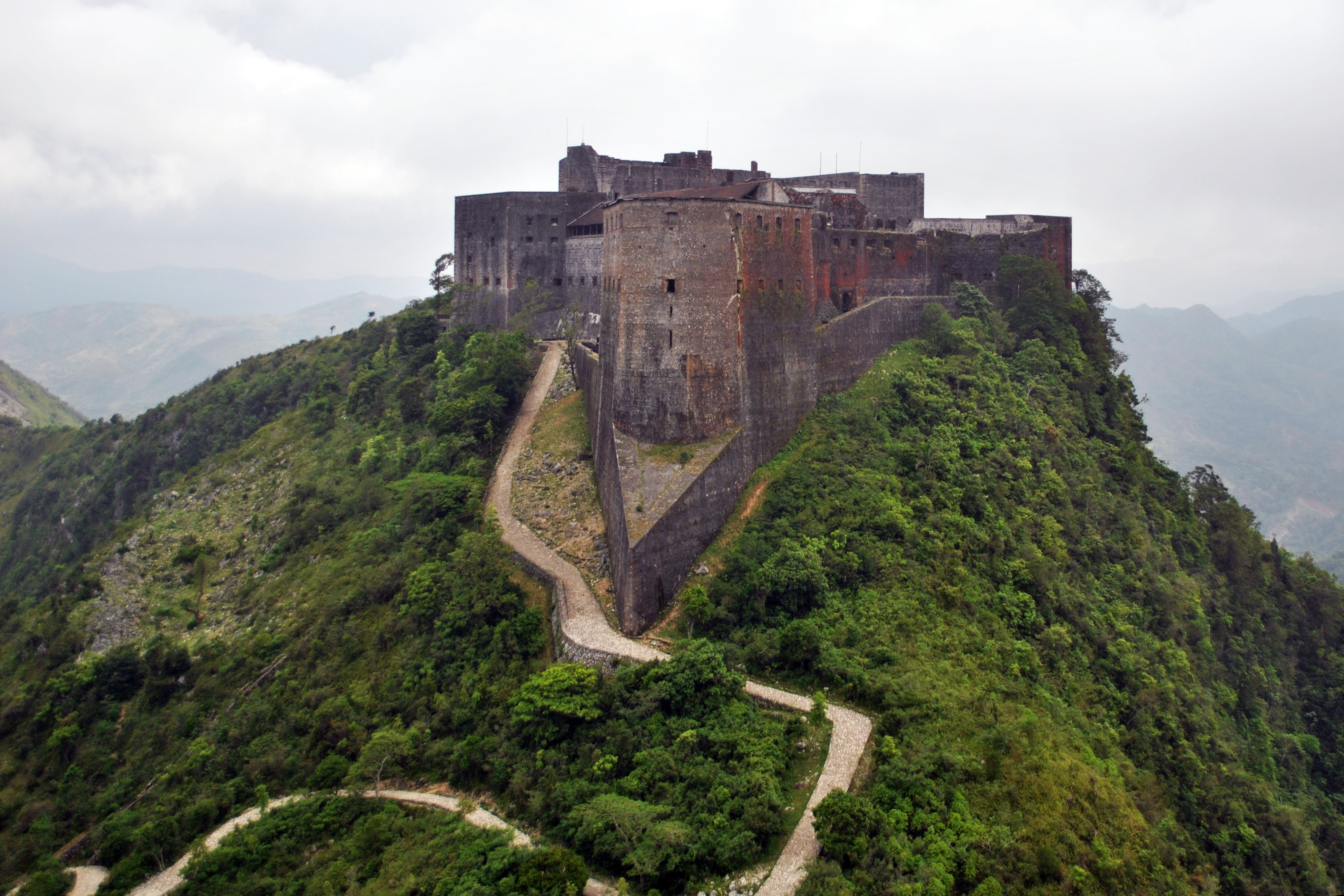
The Citadelle Laferrière i norra Haiti.

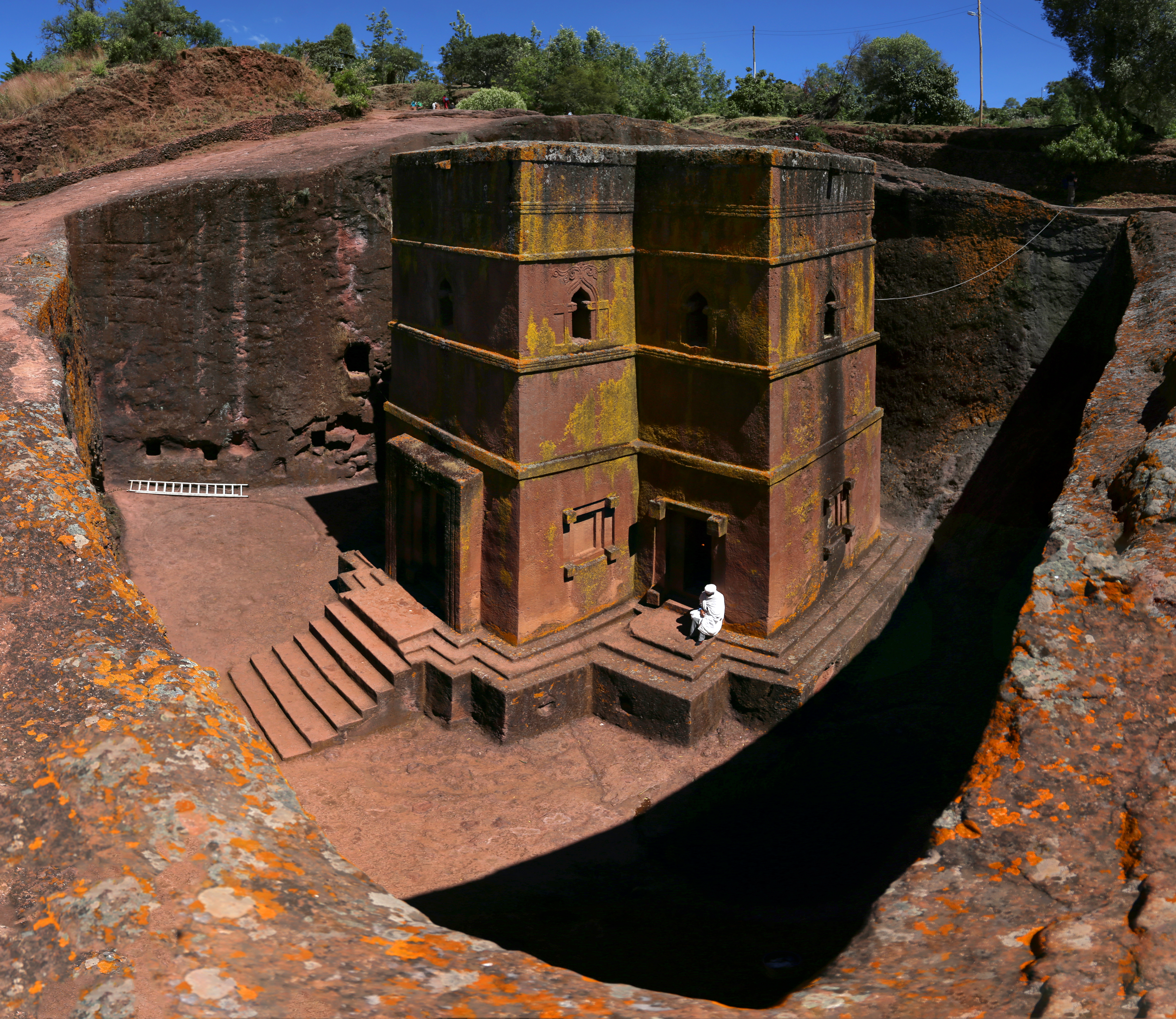
Sankt Georgs kyrka i Lalibela i Etiopien, uthuggen ur ett enda stycke berg.

- Bärnstensrummet i Katarinapalatset nära Sankt Petersburg, Ryssland[13]
- Angkor Vat, Kambodja[14]
- Banaue Rice Terraces, Filippinerna[15][16][17][18][19][20]
- Borobudur, i Magelang, Indonesien,[21]
- Citadelle Laferrière, Haiti[22]
- Eads Bridge, Saint Louis, Missouri, USA[23]
- El Escorial kloster i San Lorenzo, Spanien.[24]
- Forthjärnvägsbron i Skottland[25]
- Kinesiska muren, Kina[26]
- Machu Picchu, Peru[27]
- Moaistatyerna på Påskön, Chile[28]
- Obelisken i Axum, Etiopien[29]
- Polhemsdockan, örlogsstaden Karlskrona, Sverige[30]
- Kyrkorna som huggits ut ur berget i Lalibela, Etiopien[31] (Sankt Georgs kyrka, Lalibela)
- Kungliga slottet i Amsterdam, Nederländerna[32]
- Sigiriya, Sri Lanka[33][34][35]
- Frihetsgudinnan, New Yorks hamn, USA[36]
- Stonehenge, England[37]
- Taj Mahal, Indien[38][39]
- Templo de Santo Domingo, Puebla, Puebla, Mexiko[40]
- Terrakottaarmén, Kina[41]
- Den ursprungliga järnvägsbron, Victoriabron, Montréal, Kanada.[42]

### Från 1900 och framåt
- Assuandammen i Egypten, kallades så av Nikita Chrusjtjov[43]
- Terrasserna i Bahá'í på Karmelberget, Haifa, Israel.[44]
- Deltaprojektet, i de nederländska provinserna Zeeland och Zuid-Holland, Nederländerna. Deltaprojektet har kallats ett av Seven Wonders of the Modern World ("den moderna världens sju underverk") av magasinet Quest och American Society of Civil Engineers, och "världens åttonde underverk" av flera andra.[45]

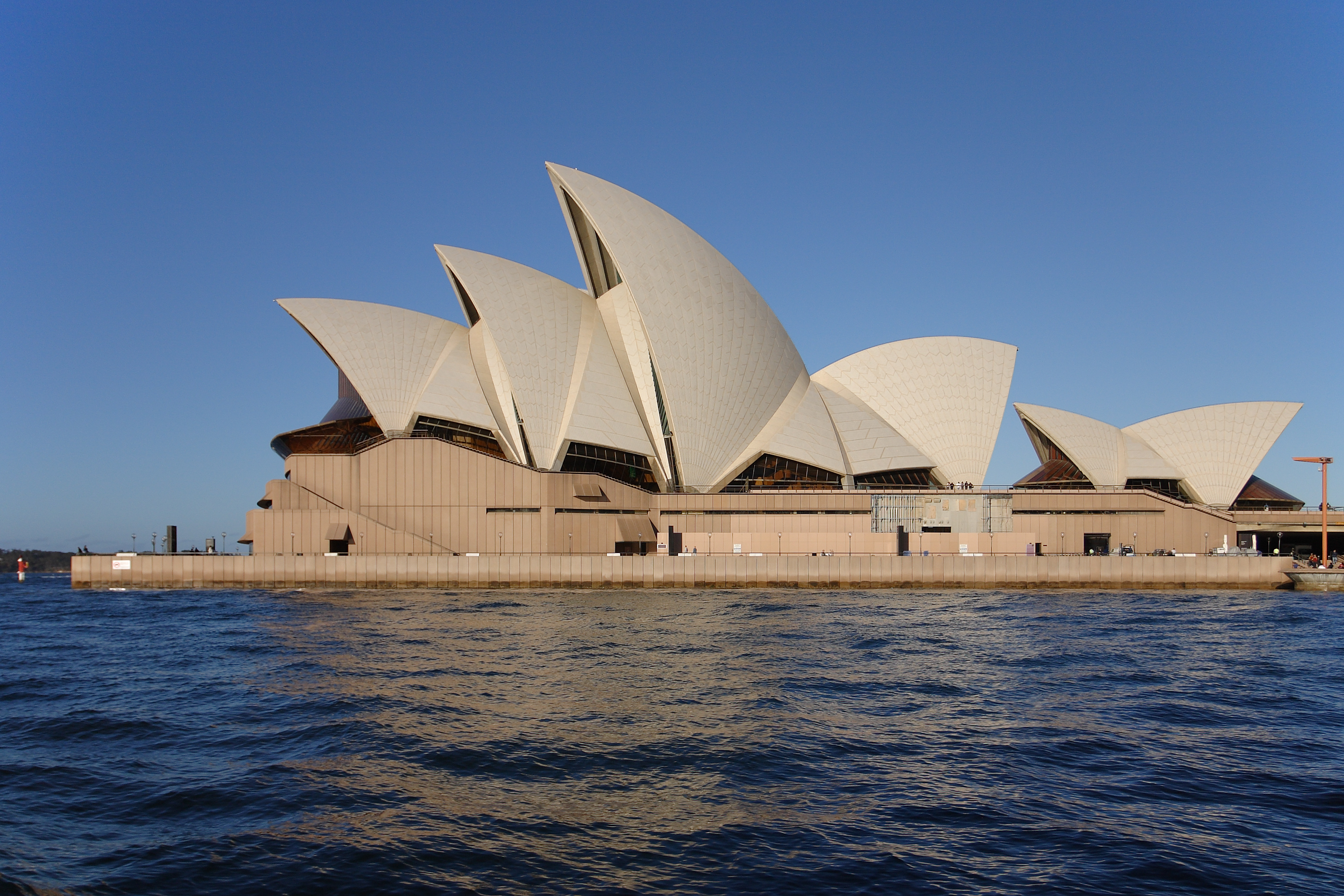
Operahuset i Sydney, Sydney, Australien

- Empire State Building, New York, USA.[46][47]
- George Washington Bridge, New York, USA[48]
- Stora konstgjorda floden i Libyen; som fick denna titel av presidenten Muammar al-Gaddafi.[49]
- Hibernia Oil Platform, Newfoundland, Kanada[50]
- Houstons Astrodome, Houston, Texas, USA[51]
- Palm Islands i Dubai[52]
- Panamakanalen, Panama[53]
- Pikeville Cut-Through i Pikeville, Kentucky, USA; fick titeln av dagstidningen The New York Times.[54][55]
- Operahuset i Sydney, Australien;[56] där berättelsen om dess tillblivelse i sig har blivit en opera med titeln The Eighth Wonder ("Det åttonde undret")
- Thames Barrier, London, England.[57]
- De tre ravinernas damm i Hubei, Kina[58]
- West Baden Springs Hotel i West Baden Springs, Orange County, Indiana, USA.[59]
- West Edmonton Mall i Edmonton, Alberta, Canada.[60]

### Personer
- André the Giant, en fransk professionell brottare och skådespelare aktiv på 1970- och 1980-talen, som marknadsföres som 7 ft 4 in (2,24 m) och 500 lb (230 kg), kallades regelbundet för the Eighth Wonder of the World ("världens åttonde underverk") av brottningsorganisationen World Wrestling Federation (WWF).

### Fiktiva företeelser
- King Kong, ett påhittat stort monster på film som liknar en kolossal gorilla, som har skildrats i flera filmer sedan 1933. Hans tillfångatagare gör reklam för offentliga utställningar av den fastkedjade Kong med sloganen: "Eighth Wonder of the World".[61]
- Gorgo var en påhittad stor dinosaurie-liknande varelse som fångades utanför den fiktiva irländska ön Nara Island i den brittiska kaiju-filmen med samma namn. I filmen marknadsförs Gorgo som "8th Wonder of the World" när den visas på en cirkus i London.[62]